# Комсомолец (Луганская область)
Комсомолец (укр. Комсомолець) / Каменный Пласт (укр. Кам'яний Пласт)  — посёлок в Лутугинском районе Луганской области Украины. Под контролем самопровозглашённой Луганской Народной Республики[1]. Входит в Белореченский поселковый совет.

## География
Соседние населённые пункты: посёлки Шимшиновка и Камышеваха на западе, Юрьевка на северо-западе, Белое на севере, Сборное на северо-востоке, Белореченский на востоке, Врубовский и Ясное на юго-востоке, Новопавловка на юге, сёла Ушаковка, Великая Мартыновка и Иллирия на юго-западе.

## История
12 мая 2016 года Верховная Рада Украины переименовала посёлок в Каменный Пласт в рамках кампании по декоммунизации на Украине. Переименование не было признано властями самопровозглашенной ЛНР.

## Население
Население по переписи 2001 года составляло 662 человека.

## Общие сведения
Почтовый индекс — 92017. Телефонный код — 6436. Занимает площадь 5,455 км².

## Местный совет
92016, Луганская обл., Лутугинский р-н, пгт. Белореченский, ул. Ленина, 14.